# Manuel Eduardo Hübner
Manuel Eduardo Hübner Richardson (Valparaíso, Región de Valparaíso, 24 de enero de 1905—Santiago, Región Metropolitana de Santiago, 23 de febrero de 1988) fue un escritor, diplomático y periodista chileno.

## Vida
Fue hijo de Ernesto Hübner y de Olivia Richardson. Estudio en el Liceo Eduardo de la Barra de Valparaíso para después cursar su educación superior en la Universidad de Chile.
Fue profesor de sociología y profesor honorario de la Academia de Guerra. Fue uno de los fundadores de las revistas Letras y Consigna, en 1928 y 1935 respectivamente. Fue militante del Partido Socialista de Chile desde su fundación, en 1933. Ese mismo año publicó su única novela literaria, Los enemigos, publicando más tarde libros de análisis político.
En el ámbito diplomático, fue cónsul general de Chile en California, Cuba y Australia; siendo en estos dos últimos encargado de negocios. También fue director de la Dirección de Informaciones del Estado, en 1954.